# ニュースフロンティア
『ニュースフロンティア』は、1991年4月13日から1994年3月26日までテレビ朝日系列局で放送された報道番組。
放送時間は毎週土曜 23:00 - 23:55 (JST) 。
日曜の同時間帯に放送されていた『スポーツフロンティア』とは、同一テーマ曲を使うなど姉妹番組の関係にあった。

## 概要
番組開始当初は、1週間のニュースの中から特に気になるテーマを選び、古舘伊知郎ならではの目線と独自の「古舘節」でわかりやすく解説するといった内容だった。この番組の降板から12年後の2004年（平成16年）に、古舘は『報道ステーション』のキャスターに就くが、この番組は彼がそれ以前にテレビ朝日にて担当していた報道番組ということになる。
また、週代わりでゲストの女優が天気予報を行い、生バンド（清水信之と新聞によりますと）によるテーマ演奏、観客を入れての公開生放送など従来の報道番組の概念を破った構成であった。
当時古舘は、フジテレビのF1グランプリ実況の一部を担当しており、古舘が休んだときはサブキャスターである朝岡が代理司会を務めた。
1992年（平成4年）4月からは、キャスターが宮崎緑に代わり、古舘時代とは一転してストレートニュースを中心とした報道番組となり、生バンド、公開放送は廃止されている。
1994年（平成6年）3月に終了。同年4月に日曜の『スポーツフロンティア』と統合され、板東英二が宮崎とコンビを組んでメインを務めた後継番組『フロンティア』へと引き継がれた。

## 出演者
| 期間 | 期間      | メインキャスター | サブキャスター              | コメンテーター |
| --- | --------- | ---------------- | --------------------------- | -------------- |
| 1991年4月 | 1992年3月 | 古舘伊知郎       | 小西克哉2、朝岡聡1・3・4・6 | 和田俊5        |
| 1992年4月 | 1994年3月 | 宮崎緑6          | 小西克哉2、朝岡聡1・3・4・6 | 和田俊5        |
| - 1 『ナイトライン』から続投。 - 2 『CNNデイブレイク』『ANNニュースフレッシュ』と兼務（担当曜日は各番組のページを参照）。 - 3 テレビ朝日アナウンサー（当時）。 - 4 『スポーツフロンティア』と兼務（1992年4月から1年間は本番組を専任）。 - 5 1992年10月から『ニュースステーション』と兼務。 - 6 『フロンティア』も続投。 |           |                  |                             |                |

## テーマ曲

### オープニングテーマ
- 1991年4月 - 1992年3月（古舘時代） - ニュースフロンティアのテーマ（演奏：清水信之と新聞によりますと）[1]
- 1992年4月 - 1994年3月（宮崎時代） - DIZZY (DIMENSION) 
1992年8月にリリースされたシングル「ROUND TRIP」にC/Wとして収められている。この曲はアルバム未収録である。この曲が演奏されるのは番組当初のスポンサー紹介時のみであり、CM前のアイキャッチでは演奏されなかった（この点が『スポーツフロンティア』とは異なる）。

## 放映ネット局
当番組はANNのフルネット局のみ放送され、他系列とのクロスネット局では一切放送されなかった。
| 放送対象地域  | 放送局           | 系列           | 備考                                            |
| ------------- | ---------------- | -------------- | ----------------------------------------------- |
| 関東広域圏    | テレビ朝日       | テレビ朝日系列 | 制作局                                          |
| 北海道        | 北海道テレビ     | テレビ朝日系列 |                                                 |
| 宮城県        | 東日本放送       | テレビ朝日系列 |                                                 |
| 青森県        | 青森朝日放送     | テレビ朝日系列 | 1991年10月開局から                              |
| 秋田県        | 秋田朝日放送     | テレビ朝日系列 | 1992年10月開局から                              |
| 山形県        | 山形テレビ       | テレビ朝日系列 | 1993年4月のテレビ朝日系列へのネットチェンジから |
| 福島県        | 福島放送         | テレビ朝日系列 |                                                 |
| 新潟県        | 新潟テレビ21     | テレビ朝日系列 |                                                 |
| 長野県        | 長野朝日放送     | テレビ朝日系列 |                                                 |
| 静岡県        | 静岡朝日テレビ   | テレビ朝日系列 | [ 4 ]                                           |
| 石川県        | 北陸朝日放送     | テレビ朝日系列 | 1991年10月開局から                              |
| 中京広域圏    | 名古屋テレビ     | テレビ朝日系列 |                                                 |
| 近畿広域圏    | 朝日放送         | テレビ朝日系列 | 現:朝日放送テレビ                               |
| 広島県        | 広島ホームテレビ | テレビ朝日系列 |                                                 |
| 香川県 岡山県 | 瀬戸内海放送     | テレビ朝日系列 |                                                 |
| 山口県        | 山口朝日放送     | テレビ朝日系列 | 1993年10月開局から                              |
| 福岡県        | 九州朝日放送     | テレビ朝日系列 |                                                 |
| 長崎県        | 長崎文化放送     | テレビ朝日系列 |                                                 |
| 熊本県        | 熊本朝日放送     | テレビ朝日系列 |                                                 |
| 大分県        | 大分朝日放送     | テレビ朝日系列 | 1993年10月開局から                              |
| 鹿児島県      | 鹿児島放送       | テレビ朝日系列 |                                                 |

## 備考
- 大相撲や夏の甲子園の実施期間中には、それぞれ『大相撲ダイジェスト』および『熱闘甲子園』を23:00から放送するために30分繰り下げて放送。